# Chaumont, Haute-Savoie
Chaumont là một xã của tỉnh Haute-Savoie, thuộc vùng hành chính Auvergne-Rhône-Alpes của nước Pháp, có dân số là 383 người (thời điểm 1999).